# كريستوفر أودونيل
كريستوفر أودونيل (بالإنجليزية: Christopher O'Donnell)‏ هو منافس ألعاب قوى أيرلندي، ولد في 17 مايو 1998 في سلايغو في جمهورية أيرلندا.

## وصلات خارجية
- كريستوفر أودونيل على موقع الاتحاد الدولي لألعاب القوى (الإنجليزية)
- كريستوفر أودونيل على موقع اللجنة الأولمبية الدولية (الإنجليزية)
- كريستوفر أودونيل على موقع أوليمبيديا (الإنجليزية)
- كريستوفر أودونيل على موقع اللجنة الأولمبية الأيرلندية (الإنجليزية)